# NGC 1603
NGC 1603 (другие обозначения — MCG -1-12-19, NPM1G -05.0199, PGC 15424) — галактика в созвездии Эридан.
Этот объект входит в число перечисленных в оригинальной редакции «Нового общего каталога».
Имеет «хвост», видимый в рентгеновском диапазоне и простирающийся на запад.